# Mas del Musurt
El Mas del Musurt és un mas situat al municipi de Conesa a la comarca catalana de la Conca de Barberà.